# Neil Farrugia
Neil Farrugia (Parigi, 19 maggio 1999) è un calciatore irlandese con cittadinanza francese, centrocampista del Barnsley.

## Biografia
Nel 2020 si è laureato in scienze biomediche all'University College Dublin.

## Carriera
Cresciuto nell'UCD, con cui nel 2018 vince la First Division, il 27 giugno 2019 si trasferisce allo Shamrock Rovers. Dopo aver trascorso cinque stagioni e mezzo con gli Hoops, vincendo quattro campionati consecutivi, il 3 gennaio 2025 passa a parametro zero al Barnsley, con cui si lega fino al 2027.

## Statistiche

### Presenze e reti nei club
Statistiche aggiornate al 6 gennaio 2025.
| Stagione               | Squadra                | Campionato             | Campionato | Campionato | Coppe nazionali | Coppe nazionali | Coppe nazionali | Coppe continentali | Coppe continentali | Coppe continentali | Altre coppe | Altre coppe | Altre coppe | Totale | Totale |
| Stagione               | Squadra                | Comp                   | Pres       | Reti       | Comp            | Pres            | Reti            | Comp               | Pres               | Reti               | Comp        | Pres        | Reti        | Pres   | Reti   |
| ---------------------- | ---------------------- | ---------------------- | ---------- | ---------- | --------------- | --------------- | --------------- | ------------------ | ------------------ | ------------------ | ----------- | ----------- | ----------- | ------ | ------ |
| 2017                   | UCD                    | FD                     | 5          | 0          | CI+CdL          | 1+0             | 0               | -                  | -                  | -                  | -           | -           | -           | 6      | 0      |
| 2018                   | UCD                    | FD                     | 11         | 1          | CI+CdL          | 3+0             | 0               | -                  | -                  | -                  | -           | -           | -           | 14     | 1      |
| gen.-lug. 2019         | UCD                    | PD                     | 18         | 1          | CI+CdL          | 0+1             | 0+1             | -                  | -                  | -                  | -           | -           | -           | 19     | 2      |
| Totale UCD             | Totale UCD             | Totale UCD             | 34         | 2          |                 | 5               | 1               |                    | -                  | -                  |             | -           | -           | 39     | 3      |
| lug.-dic. 2019         | Shamrock Rovers        | PD                     | 3          | 0          | CI+CdL          | 1+0             | 0               | UEL                | 0                  | 0                  | -           | -           | -           | 4      | 0      |
| 2020                   | Shamrock Rovers        | PD                     | 14         | 1          | CI              | 1               | 0               | UEL                | 2                  | 0                  | -           | -           | -           | 17     | 1      |
| 2021                   | Shamrock Rovers        | PD                     | 11         | 0          | CI              | 0               | 0               | UCL+UECL           | 0+0                | 0                  | SI          | 0           | 0           | 11     | 0      |
| 2022                   | Shamrock Rovers        | PD                     | 23         | 3          | CI              | 3               | 0               | UCL+UEL+UECL       | 1+4+6              | 0                  | SI          | 1           | 0           | 38     | 3      |
| 2023                   | Shamrock Rovers        | PD                     | 27         | 4          | CI              | 0               | 0               | UCL+UECL           | 0+0                | 0                  | SI          | 1           | 0           | 28     | 4      |
| 2024                   | Shamrock Rovers        | PD                     | 22         | 2          | CI              | 1               | 0               | UCL+UEL+UCL        | 4+4+5              | 0+1+1              | SI          | 1           | 0           | 37     | 4      |
| Totale Shamrock Rovers | Totale Shamrock Rovers | Totale Shamrock Rovers | 100        | 10         |                 | 6               | 0               |                    | 26                 | 2                  |             | 3           | 0           | 135    | 12     |
| gen.-giu. 2025         | Barnsley               | FL1                    | 0          | 0          | FACup+CdL       | -               | -               | -                  | -                  | -                  | EFLT        | -           | -           | 0      | 0      |
| Totale carriera        | Totale carriera        | Totale carriera        | 134        | 12         |                 | 11              | 1               |                    | 26                 | 2                  |             | 3           | 0           | 174    | 15     |

## Palmarès

### Club

#### Competizioni nazionali
- Campionato irlandese: 4

Shamrock Rovers: 2020, 2021, 2022, 2023
- League of Ireland First Division: 1

UCD: 2018
- Coppa d'Irlanda: 1

Shamrock Rovers: 2019
- Supercoppa d'Irlanda: 2

Shamrock Rovers: 2022, 2024